# Schellhorn
Schellhorn ist eine Gemeinde im Kreis Plön in Schleswig-Holstein.
Freudenholm, Scharstorf und Sophienhof liegen im Gemeindegebiet.
Die Gemeinde ist der Sitz der Verwaltung des Amtes Preetz-Land.

## Geografie und Verkehr
Schellhorn liegt direkt südöstlich von Preetz am Lanker See. Der Ort liegt etwa 18 km von Kiel und 12 km von Plön entfernt an der alten Bundesstraße 76 (jetzt K 53).

## Politik

### Gemeindevertretung
Bei der Kommunalwahl am 14. Mai 2023 wurden insgesamt 13 Sitze vergeben. Von diesen erhielt die Schellhorner Wählergemeinschaft sieben Sitze, MOIN Schellhorn fünf Sitze und die CDU einen Sitz.

### Bürgermeister
Die Kommunalwahl im Mai 2023 bestätigte Kai Johanssen als Bürgermeister im Amt. Durch seinen Rücktritt am 16. Januar 2025 wurde eine Neuwahl nötig.
Die Neuwahl erfolgte planmäßig zur Sitzung der Gemeindevertretung am 6. Februar 2025. Claudia von Dohlen (SWG) übernahm nach einstimmiger Wahl das Amt, trat aber bereits vier Monate später wegen fehlender „Perspektive für einen respektvollen und auf die Sachthemen der Gemeinde fokussierten Umgang einiger Mandatsträger untereinander“ zurück.

### Wappen
Blasonierung: „Durch einen silbernen Balken schräglinks geteilt. Oben in Blau ein silberner, in vier Teile gleichmäßig geteilter Ring, unten in Rot ein aufrechtes silbernes Horn.“
Der silberne Balken steht für die früher durch den Ort führende Salzstraße. Der Ring symbolisiert eine slawische Burganlage im Ortsteil Scharstorf, deren Ringwall auch heute noch deutlich sichtbar ist. Die vier gleichmäßigen Teile stehen für die vier Ortsteile Freudenholm, Scharstorf, Schellhorn und Sophienhof. Das Horn selbst repräsentiert den Namen der Gemeinde, der mittelniederdeutsch ein kleines Füllhorn bezeichnet.

## Sehenswürdigkeiten
Eines der Wahrzeichen der Gemeinde ist die Kapelle Sophienhof im Ortsteil Sophienhof. Am Scharsee ist eine alte Befestigungsanlage zu finden. Im Südwesten der Gemeinde befinden sich das Nordufer und ein kleiner Teil des Lanker Sees im Gemeindegebiet. Dieses Gebiet ist Teil der beide europäischen NATURA 2000-Schutzgebiete FFH-Gebiet Lanker See und Kührener Teich und dem europäischen Vogelschutzgebiet „Lanker See“.

## Persönlichkeiten
- Ernst Wilhelm Johanssen (* 14. August 1864 in Sophienhof; † 20. März 1934 in Marburg), deutscher lutherischer Pastor, Missionar und Missionstheologe.
- Der Konteradmiral Hans Voß (* 28. April 1894 in Schellhorn; † 29. Mai 1973 in Eutin), deutscher Marineoffizier, zuletzt Konteradmiral im Zweiten Weltkrieg.
- Die Journalistin Sabine Christiansen (* 20. September 1957 in Preetz als Sabine Frahm) ist in Schellhorn aufgewachsen.